# کتشندورف (کوبورگ)
کتشندورف (به آلمانی: Ketschendorf) یک منطقهٔ مسکونی در آلمان است که در کوبورگ واقع شده‌است. کتشندورف ۱٬۶۳۱ نفر جمعیت دارد.